# Теорема Зейферта — Ван Кампена
Теорема Зейферта — ван Кампена виражає фундаментальну групу топологічного простору через фундаментальні групи двох відкритих підмножин, що покривають простір. 
Названа на честь Герберта Зейферта і Егберта ван Кампена.

## Формулювання

### Для двох підмножин
Найчастіше формулювання теореми дається для покриття простору двома відкритими множинами. Нехай {\displaystyle X} — топологічний простір, і {\displaystyle V,U\subset X} — дві лінійно зв'язні відкриті множини для яких перетин {\displaystyle W=V\cap U} також є лінійно зв'язною множиною і {\displaystyle X=V\cup U}. Зафіксуємо точку {\displaystyle p\in W}.  Включення 
{\displaystyle W\hookrightarrow U,\quad W\hookrightarrow V,\quad U\hookrightarrow X,\quad V\hookrightarrow X}
породжують гомоморфізми відповідних фундаментальних груп
{\displaystyle I\colon \pi _{1}(W,p)\to \pi _{1}(U,p)}, {\displaystyle J\colon \pi _{1}(W,p)\to \pi _{1}(V,p)}, {\displaystyle \pi _{1}(U,p)\to \pi _{1}(X,p)} і {\displaystyle \pi _{1}(V,p)\to \pi _{1}(X,p)}.
Згідно теореми Зейферта — ван Кампена, ці чотири гомоморфізми задають розшарований кодобуток у категорії груп, тобто 
{\displaystyle \pi _{1}(X,p)=\pi _{1}(U,p)*_{\pi _{1}(W,p)}\pi _{1}(V,p).}
Іншими словами фундаментальна група {\displaystyle \pi _{1}(X,p)} є вільним добутком з амальгамацією фундаментальних груп {\displaystyle \pi _{1}(U,p),\ \pi _{1}(V,p)} щодо відображень {\displaystyle I,\ J.}

#### Зауваження
- Якщо дані задання груп {\displaystyle \pi _{1}(U,p)} і {\displaystyle \pi _{1}(V,p)}
{\displaystyle {\begin{aligned}\pi _{1}(U,p)&=\langle u_{1},\cdots ,u_{k}\mid \alpha _{1},\cdots ,\alpha _{l}\rangle \\\pi _{1}(V,p)&=\langle v_{1},\cdots ,v_{m}\mid \beta _{1},\cdots ,\beta _{n}\rangle \\\end{aligned}}}

і {\displaystyle w_{1},\cdots ,w_{s}} — твірні групи {\displaystyle \pi _{1}(W,p)}, то 
{\displaystyle \pi _{1}(X,p)=\left\langle u_{1},\cdots ,u_{k},v_{1},\cdots ,v_{m}\left|\alpha _{1},\cdots ,\alpha _{l},\beta _{1},\cdots ,\beta _{n},I(w_{1})J(w_{1})^{-1},\cdots ,I(w_{p})J(w_{p})^{-1}\right.\right\rangle .}

### Для довільної кількості підмножин
Більш загально нехай {\displaystyle (U_{\alpha })_{\alpha \in A}} є відкритим покриттям простору {\displaystyle X} і всі {\displaystyle U_{\alpha }} є лінійно зв'язними як і всі можливі їх попарні перетини {\displaystyle U_{\alpha }\cap U_{\beta }}; нехай також існує точка {\displaystyle p,} що належить усім множинам {\displaystyle U_{\alpha }.}
Кожне включення {\displaystyle U_{\alpha }\hookrightarrow X} породжує гомоморфізм фундаментальних груп {\displaystyle H_{\alpha }\ :\pi _{1}(U_{\alpha },p)\to \pi _{1}(X,p)}. Ці гомоморфізми можна продовжити на вільний добуток {\displaystyle *_{\alpha }\pi _{1}(U_{\alpha },p)} фундаментальних груп одержавши таким чином гомоморфізм {\displaystyle H\ :*_{\alpha }\pi _{1}(U_{\alpha },p)\to \pi _{1}(X,p).} Для цього достатньо задати значення гомоморфізму для всіх генераторів вільного добутку. Але кожен такий генератор є елементом деякої групи {\displaystyle \pi _{1}(U_{\alpha },p)} і його образ при гомоморфізмі {\displaystyle H} за означенням є рівним його образу для відповідного гомоморфізму {\displaystyle H_{\alpha }.}
Згідно теореми Зейферта — ван Кампена гомоморфізм {\displaystyle H} із вільного добутку {\displaystyle *_{\alpha }\pi _{1}(U_{\alpha },p)} фундаментальних груп просторів {\displaystyle U_{\alpha }} у фундаментальну групу {\displaystyle \pi _{1}(X,p)} є сюр'єктивним.
Також кожне включення {\displaystyle U_{\alpha }\cap U_{\beta }\hookrightarrow U_{\alpha }} породжують гомоморфізми фундаментальних груп {\displaystyle H_{\alpha \beta }\ :\ \pi _{1}(U_{\alpha }\cap U_{\beta },p)\to \pi _{1}(U_{\alpha },p)}. Оскільки для гомоморфізмів фундаментальних груп {\displaystyle H_{\alpha }\circ H_{\alpha \beta }=H_{\beta }\circ H_{\beta \alpha }} то для будь-якого {\displaystyle g\in \pi _{1}(U_{\alpha }\cap U_{\beta },p)} також {\displaystyle H_{\alpha }\circ H_{\alpha \beta }(g)=H_{\beta }\circ H_{\beta \alpha }(g)} і за означеннями {\displaystyle H\circ H_{\alpha \beta }(g)=H\circ H_{\beta \alpha }(g).} Якщо розглядати {\displaystyle H_{\alpha \beta }(g),\ H_{\beta \alpha }(g)} як елементи вільного добутку {\displaystyle *_{\alpha }\pi _{1}(U_{\alpha },p)} то звідси також випливає, що елементи {\displaystyle H_{\alpha \beta }(g)\cdot (H_{\beta \alpha })^{-1}(g)} для всіх можливих значень індексів {\displaystyle \alpha ,\beta } і елементів {\displaystyle g\in \pi _{1}(U_{\alpha }\cap U_{\beta },p)} належать ядру гомоморфізму {\displaystyle H}.
У багатьох важливих випадках ядро гомоморфізму {\displaystyle H}  породжується елементами виду {\displaystyle H_{\alpha \beta }(g)\cdot (H_{\beta \alpha })^{-1}(g)}. Однією з найпростіших і найпоширеніших умов для цього є якщо не лише попарні перетини але і перетини довільних трьох множин {\displaystyle U_{\alpha }\cap U_{\beta }\cap U_{\gamma }} є лінійно зв'язними. 
Друга частина теореми Зейферта — ван Кампена стверджує, що у цьому випадку ядро гомоморфізму {\displaystyle H}  породжується елементами виду {\displaystyle H_{\alpha \beta }(g)\cdot (H_{\beta \alpha })^{-1}(g)}. Іншими словами фундаментальна група {\displaystyle \pi _{1}(X,p)} тоді є рівною вільному добутку з амальгамацією фундаментальних груп {\displaystyle \pi _{1}(U_{\alpha },p)} щодо гомоморфізмів {\displaystyle H_{\alpha \beta }.}

## Доведення

### Сюр'єктивність
Нехай для двох кривих {\displaystyle f_{1}} і {\displaystyle f_{2}} для яких кінцева точка першої є рівною початковій точці другої (зокрема якщо обидві криві є петлями із початком у одній точці) {\displaystyle f_{1}\cdot f_{2}} позначає добуток (послідовний обхід кривих), {\displaystyle [f_{1}]} — клас гомотопій кривої із фіксованими кінцевими точками, а {\displaystyle {\bar {f}}_{1}} — обернену криву. 
Нехай {\displaystyle g\ :[0,1]\to X,\ g(0)=g(1)=p} — петля у просторі {\displaystyle X} із початком у точці {\displaystyle p} і  {\displaystyle [g]\in \pi _{1}(X,p)} — її клас гомотопій який є елементом фундаментальної групи. Сюр'єктивність у твердженні теореми є еквівалентною існуванню таких петель {\displaystyle g_{1},\ldots ,g_{n},}  що образ кожної {\displaystyle g_{i}} повністю належить якійсь із відкритих множин {\displaystyle U_{\alpha }} і {\displaystyle [g]=[g_{1}]\cdot [g_{2}]\cdot \ldots \cdot [g_{n}].}
Прообрази {\displaystyle g^{-1}(U_{\alpha })} відкритих множин {\displaystyle U_{\alpha }} при відображенні {\displaystyle g} утворюють відкрите покриття одиничного відрізка. Кожна точка {\displaystyle x\in [0,1]} належить деякій із цих відкритих множин разом із деяким своїм замкнутим околом {\displaystyle [x-\varepsilon _{x},x+\varepsilon _{x}]} (тобто {\displaystyle g([x-\varepsilon _{x},x+\varepsilon _{x}])\subset U_{\alpha }} для деякої множини {\displaystyle U_{\alpha }}). Відкриті відрізки {\displaystyle (x-\varepsilon _{x},x+\varepsilon _{x})} утворюють відкрите покриття одиничного відрізка і з компактності випливає існування скінченної кількості таких відрізків, що утворюють відкрите покриття. Тоді скінченна кількість кінцевих точок цих відрізків розбиває {\displaystyle [0,1]} на скінченну кількість замкнутих інтервалів образ кожного з яких при відображенні {\displaystyle g} належить якійсь із множин {\displaystyle U_{\alpha }}. Два сусідні інтервали можуть при цьому відображатись у одну множину і їх можна об'єднати хоч це і не має значення для цього доведення. Важливим є саме існування точок {\displaystyle 0=s_{0}<s_{1}<s_{2}<\ldots <s_{n}=1} для яких {\displaystyle g([s_{i},s_{i+1}])\subset U_{i}} для деяких множин {\displaystyle U_{i}} (загалом різних для різних інтервалів).
Позначимо тепер {\displaystyle f_{i}} криву яка є рівною репараметризації кривої {\displaystyle g([s_{i-1},s_{i}])} на одиничний відрізок. Тоді {\displaystyle g} є гомотопною добутку {\displaystyle f_{1}\cdot \ldots \cdot f_{n}} і образ кожної {\displaystyle f_{i}} належить деякій {\displaystyle U_{i}}. Згідно із властивостями гомотопії кожна крива {\displaystyle f_{i}} є гомотопною добутку {\displaystyle f_{i}\cdot e_{i}} де {\displaystyle e_{i}} позначає сталу криву із єдиним значенням {\displaystyle x_{i}=f_{i}(1)=g(s_{i})}. За побудовою {\displaystyle x_{i}} належить двом множинам {\displaystyle U_{i}} і {\displaystyle U_{i+1}}. Згідно умови множина {\displaystyle U_{i}\cap U_{i+1}} є лінійно зв'язною і містить точку {\displaystyle p} тому у {\displaystyle U_{i}\cap U_{i+1}} існує крива {\displaystyle \gamma _{i}}, що з'єднує  {\displaystyle p} і {\displaystyle x_{i}} . Згідно властивостей гомотопій кривих тоді стала крива {\displaystyle e_{i}} є гомотопною добутку {\displaystyle {\bar {\gamma }}_{i}\cdot \gamma _{i}} і з транзитивності гомотопії {\displaystyle f_{i}} є гомотопною {\displaystyle f_{i}\cdot {\bar {\gamma }}_{i}\cdot \gamma _{i}.} Оскільки добутки гомотопних кривих є гомотопними то {\displaystyle f_{1}\cdot \ldots \cdot f_{n}} і відповідно {\displaystyle g} є гомотопним добутку {\displaystyle f_{1}\cdot {\bar {\gamma }}_{1}\cdot \gamma _{1}\cdot f_{2}\cdot {\bar {\gamma }}_{2}\cdot \gamma _{2}\cdot \ldots \cdot {\bar {\gamma }}_{n-1}\cdot \gamma _{n-1}\cdot f_{n}.}Нехай тепер {\displaystyle g_{1}=f_{1}\cdot {\bar {\gamma }}_{1},\ g_{n}=\gamma _{n-1}\cdot f_{n}} і {\displaystyle g_{i}=\gamma _{i-1}\cdot f_{i}\cdot {\bar {\gamma }}_{i}} для {\displaystyle 1<i<n}. Тоді із асоціативності добутків кривих щодо гомотопічної еквівалентності {\displaystyle g} є гомотопною {\displaystyle g_{1}\cdot g_{2}\cdot \ldots \cdot g_{n}.} Оскільки всі {\displaystyle g_{i}} є петлями із початком у точці {\displaystyle p} то кожен клас гомотопії {\displaystyle [g_{i}]} є елементом фундаментальної групи {\displaystyle \pi _{1}(X,p)} і також {\displaystyle [g]=[g_{1}\cdot g_{2}\cdot \ldots \cdot g_{n}]=[g_{1}]\cdot [g_{2}]\cdot \ldots \cdot [g_{n}].} Оскільки образ кожної петлі {\displaystyle g_{i}} міститься у множині {\displaystyle U_{i}} (адже за побудовою {\displaystyle f_{i}} і {\displaystyle \gamma _{i}} з {\displaystyle {\bar {\gamma }}_{i-1}} належать {\displaystyle U_{i}}) це завершує доведення сюр'єктивності. 

### Твердження про вільний добуток із амальгамаціями
Нехай тепер додатково виконується умова лінійної зв'язності усіх перетинів трьох множин {\displaystyle U_{\alpha }\cap U_{\beta }\cap U_{\gamma }},  {\displaystyle [g]\in \pi _{1}(X,p)} є елементом фундаментальної групи і {\displaystyle [g]=[g_{1}]\cdot [g_{2}]\cdot \ldots \cdot [g_{n}]} де образ кожної {\displaystyle g_{i}} повністю належить якійсь із відкритих множин {\displaystyle U_{i}}. Відповідно у цьому випадку {\displaystyle [g_{i}]} можна розглядати як образ елемента відповідної {\displaystyle \pi _{1}(U_{i},p)} при гомоморфізмі {\displaystyle H}, а сам добуток як запис (можливо незведений) елемента вільного добутку груп {\displaystyle \pi _{1}(U_{\alpha },p)}.
Розглянемо тепер загальну множину формальних добутків виду {\displaystyle [g_{1}]\cdot [g_{2}]\cdot \ldots \cdot [g_{n}]} де кожен {\displaystyle [g_{i}]} є елементом деякої множини {\displaystyle \pi _{1}(U_{i},p)}. 
- Якщо для двох сусідніх елементів {\displaystyle g_{i},\ g_{i+1}} їх образи належать одній множині (тобто {\displaystyle U_{i}=U_{i+1}} ) то очевидно {\displaystyle [g_{i}\cdot g_{i+1}]=[g_{i}]\cdot [g_{i+1}]} як елементи {\displaystyle \pi _{1}(U_{i},p)} і якщо замінити {\displaystyle [g_{1}]\cdot \ldots \cdot [g_{i-1}]\cdot [g_{i}]\cdot [g_{i+1}]\cdot [g_{i+2}]\cdot \ldots \cdot [g_{n}]} на {\displaystyle [g_{1}]\cdot \ldots \cdot [g_{i-1}]\cdot [g_{i}\cdot g_{i+1}]\cdot [g_{i+2}]\cdot \ldots \cdot [g_{n}]} то одержиться лише інший запис елемента вільного добутку груп {\displaystyle \pi _{1}(U_{\alpha },p)}.

- Також якщо образ {\displaystyle g_{i}} належить перетину {\displaystyle U_{i}\cap U_{\alpha }} деяких двох множин із умови теореми то можна розглядати {\displaystyle [g_{i}]} як елемент {\displaystyle \pi _{1}(U_{i},p)} і {\displaystyle \pi _{1}(U_{\alpha },p)}. При такій заміні одержується інший елемент вільного добутку груп (адже {\displaystyle [g_{i}]} як елемент {\displaystyle \pi _{1}(U_{i},p)} і елемент {\displaystyle \pi _{1}(U_{\alpha },p)} є елементами різних груп і відповідно різними елементами вільного добутку) але один елемент вільного добутку із амальгамаціями адже якщо розглядати {\displaystyle [g_{i}]} у групі {\displaystyle \pi _{1}(U_{i}\cap U_{\alpha },p)} то його образи при гомоморфізмах {\displaystyle H_{i\alpha }} і {\displaystyle H_{\alpha i}} будуть елементами {\displaystyle [g_{i}]}  у групах  {\displaystyle \pi _{1}(U_{i},p)} і {\displaystyle \pi _{1}(U_{\alpha },p)} відповідно. Оскільки згідно з означенням вільного добутку із амальгамаціями елемент {\displaystyle H_{i\alpha }([g_{i}])\cdot (H_{\alpha i})^{-1}([g_{i}])} у такому добутку є рівний одиничному елементу, то заміна у {\displaystyle [g_{1}]\cdot [g_{2}]\cdot \ldots \cdot [g_{n}]} елемента {\displaystyle [g_{i}]} з групи {\displaystyle \pi _{1}(U_{i},p)} на {\displaystyle [g_{i}]} у {\displaystyle \pi _{1}(U_{\alpha },p)} не змінює елемент у вільному добутку із амальгамаціями.

Нехай тепер вираз виду {\displaystyle [g_{1}]\cdot [g_{2}]\cdot \ldots \cdot [g_{n}]} де кожен {\displaystyle [g_{i}]} є елементом деякої групи {\displaystyle \pi _{1}(U_{i},p)} одержується із виразу {\displaystyle [h_{1}]\cdot [h_{2}]\cdot \ldots \cdot [h_{m}]} де кожен {\displaystyle [h_{j}]} є елементом деякої групи {\displaystyle \pi _{1}(U_{j}',p)} за допомогою скінченної послідовності замін із двох попередніх параграфів або їх обернених. Тоді {\displaystyle [g_{1}]\cdot [g_{2}]\cdot \ldots \cdot [g_{n}]} і {\displaystyle [h_{1}]\cdot [h_{2}]\cdot \ldots \cdot [h_{m}]} називаються еквівалентними. Із попереднього еквівалентні послідовності визначають єдиний елемент у вільному добутку із амальгамаціями. Також якщо {\displaystyle [g_{1}]\cdot [g_{2}]\cdot \ldots \cdot [g_{n}]} і {\displaystyle [h_{1}]\cdot [h_{2}]\cdot \ldots \cdot [h_{m}]} є еквівалентними і всі класи гомотопії розглядати у {\displaystyle \pi _{1}(X,p)} (за допомогою гомоморфізму {\displaystyle H}) то дві послідовності задають один елемент у {\displaystyle \pi _{1}(X,p)} адже перший тип заміни не змінює елемента у {\displaystyle \pi _{1}(X,p)} оскільки {\displaystyle [g_{i}\cdot g_{i+1}]=[g_{i}]\cdot [g_{i+1}]} також і якщо всі криві розглядати у {\displaystyle X}, а друга заміна не змінює елемента у {\displaystyle \pi _{1}(X,p)} оскільки {\displaystyle H_{i}\circ H_{i\alpha }([g_{i}])=H_{\alpha }\circ H_{\alpha i}([g_{i}]).}
Оскільки дві еквівалентні послідовності визначають один елемент вільного добутку із амальгамаціями і один елемент групи {\displaystyle \pi _{1}(X,p)} то залишається довести, що якщо  {\displaystyle [g]=[g_{1}]\cdot [g_{2}]\cdot \ldots \cdot [g_{n}]=[h_{1}]\cdot [h_{2}]\cdot \ldots \cdot [h_{m}]}, де добутки задовольняють вказані вище умови, то відповідні послідовності є еквівалентними. 
Згідно умови у цьому випадку добутки петель {\displaystyle g_{1}\cdot g_{2}\cdot \ldots \cdot g_{n}} і {\displaystyle h_{1}\cdot h_{2}\cdot \ldots \cdot h_{m}} (для якихось репараметризацій) є гомотопними у {\displaystyle X} за допомогою деякої гомотопії {\displaystyle F\ :\ [0,1]\times [0,1]\to X}.
Із компактності {\displaystyle [0,1]\times [0,1]} подібно як у доведенні сюр'єктивності можна знайти послідовності {\displaystyle 0=s_{0}<s_{1}<s_{2}<\ldots <s_{k}=1}і {\displaystyle 0=t_{0}<t_{1}<t_{2}<\ldots <t_{l}=1}, такі, що образи усіх прямокутників {\displaystyle [s_{i},s_{i+1}]\times [t_{j},t_{j+1}]} (і навіть трішки більших прямокутників, що містять вказані у середині) при відображенні належать кожен якійсь відкритій множині з умови. Нехай {\displaystyle F([s_{i},s_{i+1}]\times [t_{j},t_{j+1}])\to U_{ij}.} Додатково у {\displaystyle s}-послідовність можна ввести всі точки, що розбивають криві у параметризаціях обох добутків кривих, що розглядаються. 

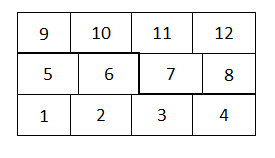

Дані послідовності розбивають квадрат {\displaystyle [0,1]\times [0,1]} на kl прямокутників виду {\displaystyle R_{ij}=[s_{i},s_{i+1}]\times [t_{j},t_{j+1}]}. Посунемо тепер вертикальні лінії у рядках крім першого і останнього так, щоб кожна вершина прямокутника {\displaystyle R_{ij}} належала не більше, ніж трьом прямокутникам, як на малюнку і пронумеруємо їх у такий же спосіб. Для кожної кривої {\displaystyle \gamma } у квадраті {\displaystyle [0,1]\times [0,1]} із лівої сторону до правої образ {\displaystyle F(\gamma )} є петлею у {\displaystyle X} із початком у точці {\displaystyle p.} Нехай {\displaystyle \gamma _{r}} позначає ламану лінію, що відділяє перші r від інших. На малюнку виділено лінію {\displaystyle \gamma _{6}}, нижня сторона квадрата є {\displaystyle \gamma _{0}}, а верхня — {\displaystyle \gamma _{kl}.}
Із побудови кожна вершина {\displaystyle x} прямокутників належить щонайбільше трьом прямокутникам. При відображенні {\displaystyle F} образи цих прямокутників належать щонайбільше  трьом відкритим множинам {\displaystyle U_{ij}.} Згідно умови перетин цих множин є лінійно зв'язним, тому існує крива {\displaystyle g_{x}}, що з'єднує точку {\displaystyle p} із {\displaystyle F(x)} і належить цьому перетину. Долучивши до кожної такої вершини {\displaystyle F(x)\neq p} петлю {\displaystyle g_{x}\circ {\bar {g}}_{x}} як у доведенні сюр'єктивності можна одержати петлю гомотопну {\displaystyle F(\gamma _{r})}, що є добутком петель із образами у {\displaystyle U_{\alpha }}. А саме, {\displaystyle \gamma _{r}} є набором вершин та відрізків, що їх сполучають. Кожному відрізку {\displaystyle d}, що сполучає вершини {\displaystyle x} і {\displaystyle y} відповідає петля {\displaystyle {\bar {g}}_{x}\cdot F(d)\cdot g_{y}} у {\displaystyle X}. 
Образ цієї петлі може належати двом різним відкритим підмножинам {\displaystyle U_{\alpha }} і {\displaystyle U_{\beta }} і можна розглядати клас гомотопії {\displaystyle {\bar {g}}_{x}\cdot F(d)\cdot g_{y}} у {\displaystyle U_{\alpha }} і {\displaystyle U_{\beta }}. Вибравши один із цих варіантів для кожної петлі одержується добуток {\displaystyle F(\gamma _{r})=[f_{1}]\cdot [f_{2}]\cdot \ldots \cdot [f_{N}]}. Різним виборам множин для кожної петлі відповідають еквівалентні добутки. Таким чином для кожної ламаної {\displaystyle \gamma _{r}} одержуються набори еквівалентних добутків у вільному добутку груп.
Далі можна перейти від деякого із еквівалентних добутків для ламаної {\displaystyle \gamma _{r}} до еквівалентного добутку для {\displaystyle \gamma _{r+1}.} Образи всіх сторін прямокутника {\displaystyle R_{r+1}} при відображенні {\displaystyle F} належать деякій одній множині {\displaystyle U_{\alpha }}. Цій множині також належать всі криві {\displaystyle g_{x}} і {\displaystyle {\bar {g}}_{x}} для усіх вершин прямокутників на границі {\displaystyle R_{r+1}}. Ламані {\displaystyle \gamma _{r}} і {\displaystyle \gamma _{r+1}} відрізняються лише частинами на границі {\displaystyle R_{r+1}}. Перша ламана включає ліву і нижню сторони (лише нижню якщо {\displaystyle R_{r+1}} є першим прямокутником у рядку), а друга верхню і праву (лише верхню, якщо {\displaystyle R_{r+1}} є останнім прямокутником у рядку). Позначимо {\displaystyle x} — ліву верхню вершину прямокутника {\displaystyle R_{r+1}}, {\displaystyle y} — праву нижню, а {\displaystyle z_{1},\ z_{2}} — відповідно ліву нижню і праву верхню. Також за побудовою на верхній і нижній сторонах прямокутника можуть бути додатково ще одна чи дві вершини інших прямокутників.  
Частина у добутку для {\displaystyle \gamma _{r}}, що відповідає відрізкам, які сполучають вершини на лівій і нижній сторонах {\displaystyle R_{r+1}} має вид {\displaystyle [g_{x}\cdot F(d_{xz_{1}})\cdot {\bar {g}}_{z_{1}}]\cdot [g_{z_{1}}\cdot F(d_{z_{1}\cdot })\cdot {\bar {g}}_{\cdot }]\cdot \ldots \cdot [g_{\cdot }\cdot F(d_{\cdot y})\cdot {\bar {g}}_{y}]}, де {\displaystyle d_{xz_{1}}} позначає відрізки, що з'єднують відповідні вершини, трикрапка позначає можливі одну чи дві петлі для вершин на нижній стороні прямокутника і їх класи гомотопій, а крапки у нижніх індексах  — загальні позначення точок для можливих різних варіантів вершин на нижній стороні прямокутника. Виберемо той добуток із класу еквівалентності де кожна із цих петель належить {\displaystyle \pi _{1}(U_{\alpha },p)}. Далі за означеннями цей добуток є еквівалентним {\displaystyle [g_{x}\cdot F(d_{xz_{1}})\cdot {\bar {g}}_{z_{1}}\cdot g_{z_{1}}\cdot F(d_{z_{1}\cdot })\cdot {\bar {g}}_{\cdot }\cdot \ldots \cdot g_{\cdot }\cdot F(d_{\cdot y})\cdot {\bar {g}}_{y}]} у {\displaystyle \pi _{1}(U_{\alpha },p)}. Цей останній елемент є еквівалентним {\displaystyle [g_{x}\cdot F(d_{xz_{1}y})\cdot {\bar {g}}_{y}]}, де {\displaystyle d_{xz_{1}y}} позначає ламану із лівої сторони {\displaystyle R_{r+1}}, а потім його нижньої сторони. Оскільки {\displaystyle d_{xz_{1}y}} є очевидно гомотопною {\displaystyle d_{xz_{2}y}} у {\displaystyle R_{r+1}}, то {\displaystyle g_{x}\cdot F(d_{xz_{1}y})\cdot {\bar {g}}_{y}} є гомотопною {\displaystyle g_{x}\cdot F(d_{xz_{2}y})\cdot {\bar {g}}_{y}} у {\displaystyle U_{\alpha }}. Знову ж розглядаючи вершини на верхній і правій сторонах і діючи обернено до попереднього отримуємо, що  {\displaystyle g_{x}\cdot F(d_{xz_{2}y})\cdot {\bar {g}}_{y}} є гомотопною до замкнутої кривої із приєднаними петлями {\displaystyle g_{z}\circ {\bar {g}}_{z}} для всіх проміжних вершин на верхній і правій сторонах. Далі цю петлю можна записати як добуток петель і таким чином одержати добуток елементів, що відповідає одному із еквівалентних типових добутків у {\displaystyle \gamma _{r+1}} для верхньої і правої сторони {\displaystyle R_{r+1}}. Якщо {\displaystyle R_{r+1}} є першим або останнім прямокутником у рядку, то цей процес треба трохи видозмінити, зокрема замість гомотопії між лівими і нижніми сторонами прямокутника і верхніми і правими із збереженнями початкових і кінцевих вершин потрібні неперервні деформації в одномі випадку нижньої сторони на верхню і праву сторони із рухом лівої вершини вздовж лівої сторони прямокутника, а в іншому випадку лівої і нижньої сторін на верхню із рухом нижньої правої вершини вздовж правої сторони прямокутника.
Таким чином всі добутки, що відповідають {\displaystyle \gamma _{r}} є еквівалентними добуткам для {\displaystyle \gamma _{r+1}}. Звідси всі добутки для {\displaystyle \gamma _{0}} є еквівалентними добуткам із {\displaystyle \gamma _{kl}.}
За означенням образ нижньої сторони квадрата {\displaystyle [0,1]\times [0,1]} при відображенні {\displaystyle F} є {\displaystyle g_{1}\cdot g_{2}\cdot \ldots \cdot g_{n}} із відповідною параметризацією. Окрім того точки, що відділяють різні {\displaystyle g_{i}} є серед вершин на нижній стороні. Образ кожної {\displaystyle g_{i}} належить деякій множині {\displaystyle U_{\alpha }} і можна додатково вимагати щоб якщо вершина {\displaystyle x} на нижній стороні належить області визначення {\displaystyle g_{i}} у параметризації, то відповідна крива {\displaystyle g_{x}}, що з'єднує точку {\displaystyle p} із {\displaystyle F(x)} належала не лише відкритим множинам, що відповідають прямокутникам вершинами яких є {\displaystyle x} але і множині {\displaystyle U_{\alpha }}. Тоді {\displaystyle [g_{i}]} буде еквівалентним добутку елементів виду {\displaystyle [g_{x}\cdot F(d)\cdot {\bar {g}}_{y}]} у {\displaystyle \pi _{1}(U_{\alpha },p)}, що відповідають послідовним вершинам у області значень для {\displaystyle g_{i}} і відрізкам, що їх сполучають. А загалом {\displaystyle [g_{1}]\cdot [g_{2}]\cdot \ldots \cdot [g_{n}]} є еквівалентним побудованим вище еквівалентним добуткам для {\displaystyle \gamma _{0}}. Також точки, що відділяють різні {\displaystyle h_{i}} є серед вершин на верхній стороні. Тому аналогічними аргументами із вибором кривих {\displaystyle g_{x}} для вершин верхньої сторони одержується еквівалентність добутку {\displaystyle [h_{1}]\cdot [h_{2}]\cdot \ldots \cdot [h_{m}]} із типовим добутком для {\displaystyle \gamma _{kl}.} Оскільки добутки для {\displaystyle \gamma _{0}} є еквівалентними добуткам із {\displaystyle \gamma _{kl}} то і добутки {\displaystyle [g_{1}]\cdot [g_{2}]\cdot \ldots \cdot [g_{n}]} і {\displaystyle [h_{1}]\cdot [h_{2}]\cdot \ldots \cdot [h_{m}]} є еквівалентними. 

## Наслідки
- Якщо перетин {\displaystyle W} є однозв'язним, то 
{\displaystyle \pi _{1}(X,p)=\pi _{1}(U,p)*\pi _{1}(V,p),}

тобто фундаментальна група {\displaystyle X} є ізоморфною вільному добутку фундаментальних груп {\displaystyle U} і {\displaystyle V}.
- Зокрема,

{\displaystyle \pi _{1}(X_{1}\vee X_{2})=\pi _{1}(X_{1})*\pi _{1}(X_{2}),}  для букета {\displaystyle X_{1}\vee X_{2}} зв'язних і локально однозв'язних просторів {\displaystyle X_{1}} і {\displaystyle X_{2}}.
- Простір є однозв'язним якщо для нього існує покриття двома однозв'язними відкритими множинами із зв'язним перетином.
  - Наприклад сферу {\displaystyle X=S^{2}} можна покрити двома дисками {\displaystyle U=S^{2}\backslash \{n\}} і {\displaystyle V=S^{2}\backslash \{s\}}, де {\displaystyle n} і {\displaystyle s} позначають відповідно північний і південний полюси. Перетин {\displaystyle W=V\cap U=S^{2}\backslash \{n,s\}} є зв'язною множиною і по теоремі Зейферта — ван Кампена фундаментальна група {\displaystyle W} також є тривіальною.

## Варіації і узагальнення
- Існує узагальнення теореми для фундаментальних групоїдів. Воно дозволяє розглядати випадок коли {\displaystyle W} не є зв'язаною множиною.
- Послідовність Маєра — Вієторіса — аналогічна теорема для груп гомологій.